# Axinopalpis gracilis
Axinopalpis gracilis — вид жуков-усачей из подсемейства настоящих усачей.

## Описание
Жук длиной от 6,5 до 12 мм, окраска тела варьируется от бледно-жёлтого до рыже-жёлтого. Глаза чёрные, тело в нежных желтоватых волосках и длинных стоячих волосках.

## Подвиды
- Axinopalpis gracilis christinae Rapuzzi, 1995
- Axinopalpis gracilis gracilis (Krynicky, 1832)